# Wolfram von Richthofen
Karl Ludwig Moritz Hermann Freiherr von Richthofen (Barzdorf, 10 ottobre 1895 – Bad Ischl, 12 luglio 1945) è stato un generale (feldmaresciallo) tedesco durante la seconda guerra mondiale.

## Biografia
Von Richtofen nacque a Barzdorf, in Slesia, nel 1895. Seguendo la tradizione familiare, era difatti un lontano cugino dei più celebri Manfred e Lothar von Richthofen, intraprese la carriera militare, divenendo alfiere di cavalleria nel 1913 e Leutnant (sottotenente) del 4º Reggimento Ussari nel 1914. Sempre con tale grado prese parte alla prima guerra mondiale, durante la quale fu trasferito, nel settembre del 1917, alla Luftstreitkräfte, componente aerea del Deutsches Heer (esercito dell'Impero tedesco), dove rimase fino al termine delle ostilità.
Nel 1921, entrato nella Reichswehr e promosso Oberleutnant (tenente), ricoprì numerosi incarichi sino a quando, nel 1933, dopo la presa del potere dei nazisti, venne trasferito nella neonata aviazione militare tedesca, la Luftwaffe. Nel 1936 venne inviato in Spagna, alla testa del primo nucleo della Legione Condor impegnata nella guerra civile spagnola. Il 26 aprile 1937 diede l'ordine di bombardare la città di Guernica, evento che fu poi immortalato da Pablo Picasso nella sua celebre opera omonima.
Promosso Generalmajor il 1º novembre 1938, assunse il comando di tutte le forze aeree tedesche in Spagna. Dopo lo scoppio della seconda guerra mondiale, il 2 ottobre 1939, ottenne il comando dell'VIII Fliegerkorps alla cui guida prese parte all'invasione della Polonia, alla Campagna di Francia e alla successiva Battaglia d'Inghilterra. Nel luglio del 1940 venne promosso General der Flieger e successivamente venne decorato con le Fronde di Quercia della Croce di Cavaliere. Nel 1941 venne trasferito sul Fronte Orientale sempre al comando dell'VIII Fliegerkorps e successivamente, a partire dal 4 luglio 1942, dopo la nomina a Generaloberst, fu alla testa della Luftflotte 4. Ricoprì tale incarico, insieme a quello di comandante della Luftflotte 2, fino al 3 settembre del 1943. Nel frattempo divenne con Göring - che ebbe il titolo ad personam di Reichsmarschall- Kesselring, Milch, Sperrle e von Greim, uno dei cinque uomini della Luftwaffe ad essere insignito del grado di Feldmaresciallo durante la seconda guerra mondiale.
Il 26 giugno del 1943 venne nominato comandante della Luftflotte 2, impegnata nel teatro italiano, incarico che mantenne fino all'autunno dell'anno successivo. Gravemente malato il 27 ottobre 1944 ottenne una licenza per sottoporsi alle cure mediche del caso e fu trasferito definitivamente nella riserva ufficiali (Führerreserve OKL) il 27 novembre successivo.
Trascorse così gli ultimi mesi di guerra; fatto prigioniero dagli Alleati, morì di tumore il 12 luglio 1945.